# Уэзерли, Майкл
Майкл Уэзерли (англ. Michael Weatherly, род. 8 июля 1968 года, Нью-Йорк, США) — американский актёр кино и телевидения.

## Биография
Мать Майкла Уизерли — Патриция Уэзерли, отец — сэр Майкл Мэннинг Уэзерли, миллионер, заработавший своё состояние на импорте в США швейцарских армейских ножей. Майкл — младший из 6 детей в семье. Своё детство он провел в Фэйрфилде, штат Коннектикут. Поступил в колледж, но вскоре бросил его. Также он бросил ещё несколько учебных заведений, поскольку хотел заняться актёрской карьерой. Такое отношение к образованию спровоцировало ссору Майкла с отцом, который даже угрожал лишить Майкла наследства. Но Майкла не остановило ни то, что он останется без диплома, ни то, что может потерять крышу над головой и гарантированно обеспеченную старость. Он начал реализовывать свою мечту. Уже с детства у Майкла было 2 увлечения — кино и музыка (играет на гитаре и пианино). До того как у него начали появляться первые роли, он играл в любительской рок-группе, а также подрабатывал в случайных местах — продавцом обуви, разносчиком пиццы и клерком в видеоархиве телеканала ABC.
Карьера на телевидении началась с эпизодических ролей в сериалах «Бесконечная любовь» (Loving), «The City» и «Шоу Косби» (The Cosby Show). За первую же роль в «Бесконечной любви» актёр получил две номинации «Soap Opera Digest Awards» — «выдающийся начинающий актёр» и «самая жгучая мужская роль».
Позже Майкл переезжает в Лос-Анджелес. Там он получил роль в комедийном сериале «Significant Others», где играла Дженнифер Гарнер, но этот проект канала FOX был закрыт после выпуска шести эпизодов.
В 2000 году у Майкла начался прорыв в карьере благодаря тому, что Джеймс Кэмерон взял его на одну из главных ролей в фантастический приключенческий сериал «Темный ангел» (Dark Angel). Сериал продержался на экранах всего два сезона, однако именно этот проект принёс Уэзерли настоящую известность. За эту роль он получил несколько номинаций — «Saturn Awards» как «Лучший актёр второго плана в телесериале», а также номинацию на премию «Teen Choice Awards».
В 2003 году Майкл получил роль специального агента Энтони Ди Ноззо в телесериале «Морская полиция: Спецотдел».
Уэзерли дебютировал в качестве режиссёра в 8 сезоне сериала «Морская полиция: Спецотдел» в серии «One Last Score», которая вышла в эфир 1 марта 2011 года. Также он стал режиссёром серии «Seek» в десятом сезоне, которая вышла на экраны 19 марта 2013 года.
Майкл сыграл роль Иисуса Христа в видео для канала YouTube, которое было проспонсировано социально-политическим движением United States pro-choice movement. Также там снялась комедийная актриса Сара Сильверман.
В 2016 покинул сериал «Морская полиция: Спецотдел» по окончании 13 сезона. Продолжает свою карьеру сотрудничая с CBS и в 2016 году начал сниматься в главной роли доктора Джейсона Булла в телесериале «Булл».

## Личная жизнь
В 1995 году Уэзерли женился на актрисе Амелии Хейнл, коллеге по сериалам «Loving» и «The City». В 1996 году у пары родился сын Аугуст Мэннинг. В 1997 году брак распался.
В 2001 году Майкл был помолвлен с Джессикой Альбой, с которой он работал на одной площадке во время съемок сериала «Тёмный ангел». Однако пара распалась вскоре после завершения съёмок и разорвала помолвку в августе 2003 года.
В сентябре 2009 года Майкл Уэзерли женился на Бояне Янкович (Bojana Jankovic), враче-онкологе родом из Сербии. 10 апреля 2012 году у них родилась дочь Оливия, а 29 октября 2013 сын Лиам.

## Фильмография
| Год       |    | Русское название               | Оригинальное название        | Роль                              |
| --------- | -- | ------------------------------ | ---------------------------- | --------------------------------- |
| 1983—1995 | с  | Бесконечная любовь             | Loving                       | Купер Олден                       |
| 1984—1992 | с  | Шоу Косби                      | The Cosby Show               | сосед по комнате Тео              |
| 1995—2005 | с  | Военно-юридическая служба      | JAG                          | специальный агент Энтони Ди Ноззо |
| 1995—1997 | с  | The City                       | The City                     | Купер Олден                       |
| 1996      | тф | Pier 66                        | Pier 66                      | Декер Монро                       |
| 1997      | ф  | Познакомьтесь с Уолли Спарксом | Meet Wally Sparks            | Дин Спаркс                        |
| 1997      | тф | Астероид                       | Asteroid                     | доктор Мэтью Родджерс             |
| 1997      | с  | Шпионские игры                 | Spy Game                     | Джеймс Кэш                        |
| 1997—2002 | с  | Элли Макбил                    | Ally McBeal                  | Уэйн Киблер                       |
| 1998      | тф | Колония                        | The Advanced Guard           | Кевин                             |
| 1998      | ф  | Последние дни диско            | The Last Days of Disco       | Хэп                               |
| 1998—2000 | с  | Джесси                         | Jesse                        | Рой                               |
| 1998—1999 | с  | Ворон: Лестница в небо         | The Crow: Stairway to Heaven | Джеймс Хортон                     |
| 1998—2006 | с  | Зачарованные                   | Charmed                      | Брендан Роу                       |
| 1999      | тф | Извилистая дорога              | Winding Roads                | Мик Симонс                        |
| 2000      | тф | Дом у озера                    | Cabin by the Lake            | Бун                               |
| 2000      | ф  | Супершпион                     | Gun Shye                     | Дэйв Джунипер                     |
| 2000      | с  | Grapevine                      | Grapevine                    | Джек Валлон                       |
| 2000      | ф  | Необыкновенные                 | The Specials                 | Вердикт                           |
| 2000—2002 | с  | Тёмный ангел                   | Dark Angel                   | Логан Кейл                        |
| 2001      | ф  | Венера и Марс                  | Venus and Mars               | Коди Бэттл Вандермеер             |
| 2001      | ф  | Trigger Happy                  | Trigger Happy                | Билл                              |
| 2003—2016 | с  | Морская полиция: Спецотдел     | Navy NCIS                    | специальный агент Энтони Ди Ноззо |
| 2004      | тф | Загадка Натали Вуд             | The Mystery of Natalie Wood  | Роберт Вагнер                     |
| 2005      | ф  | Лёгкое увлечение               | Her Minor Thing              | Том                               |
| 2012      | с  | Особо тяжкие преступления      | Major Crimes                 | Торн                              |
| 2014      | с  | Морская полиция: Новый Орлеан  | NCIS: New Orleans            | специальный агент Энтони Ди Ноззо |
| 2015      | с  | Морская полиция: Лос-Анджелес  | NCIS: Los Angeles            | специальный агент Энтони Ди Ноззо |
| 2016—2022 | с  | Булл                           | Bull                         | доктор Джейсон Булл               |